# René Deschuymer
Renatus Henricus Joannes Deschuymer (Gent, 22 april 1912 - Buchenwald, 11 januari 1945) was een Belgische verzetsstrijder.

## Levensloop
René was de zoon van Julien Deschuymer en Catharina Van Looy.
Zijn vader was een beroepsmilitair, die hem een militaristische opvoeding gaf. Zelf werd hij schrijnwerker.
Op 30 juni 1934 huwde hij met de modiste Rachel Peers en ze openden een kruidenierswinkel in de Holstraat (waar nu een gedenkplaat hangt).

## Verzetsstrijder
In 1939 werd hij gemobiliseerd, maar in juni 1940 was hij terug thuis en werd hij lid van de verzetsgroep „Le Héron” die deel uitmaakte van het Geheim Leger.
Tijdens de  Tweede Wereldoorlog werd hij op 27 november 1942 door de Duitsers opgeëist om naar nazi-Duitsland te gaan om dwangarbeid verrichten. Hij ontvluchtte en trok eerst naar Noord-Frankrijk en van daar naar Parijs, waar hij lid werd van de verzetsgroep „Les cloches de Halle de Paris” die deel uitmaakte van „Libération-Nord". Hij werd er na korte tijd leider van 120 verzetslieden. Hij werd meerdere malen aangehouden en gefolterd, maar bleef ontkennen en werd steeds weer vrijgelaten.
Op 4 februari 1944 werd hij verklikt en door de Gestapo aangehouden en op de trein naar het concentratiekamp in Dachau gezet. Van daar werd hij naar Buchenwald overgebracht, waar hij (een drietal maanden voor het kamp door de het Amerikaans leger bevrijd werd) op 25 februari 1945 overleed.
Hij kreeg postuum het Croix de guerre française. 